# Kim Braden
Pour les articles homonymes, voir Braden.
Kim Braden (1949-) est une actrice britannique née à Londres. Elle est la fille de Bernard Braden et Barbara Kelly.

## Filmographie non exhaustive
- 1969 : Wolfshead: The Legend of Robin Hood de John Hough
- Z-Cars (1973) : Jill
- Trog (1970) : Anne Brockton
- That'll Be the Day (1973) : Charlotte
- Anne of Avonlea (1975) : Anne
- Travelling Man (1984) : Grasser
- Spearfield's Daughter (1986) : Cleo Spearfield
- Star Trek : La Nouvelle Génération (1990) : Enseigne Janet Brooks
- Alien Nation (1990) : Marilyn Houston
- Perry Mason (1991) : Judy Katz
- Arabesque (1992) : Daisy Collins
- Silent Cries (1993) : Mme Webber
- Star Trek : Générations (1994) : Elise Picard